# Peugeot 208 II
Pour les articles homonymes, voir Peugeot 208.
La Peugeot 208 II est une voiture de segment B produite par le constructeur automobile français Peugeot et commercialisée depuis le 6 octobre 2019. Elle est la seconde génération de Peugeot 208, et succède à la première génération produite du 29 mars 2012 au 5 octobre 2019. Elle est élue voiture européenne de l'année 2020, la voiture la plus vendue en France en 2020, 2021 et 2022 et n°1 des ventes en Europe en 2022 tous modèles confondus.

## Présentation

### Phase 1

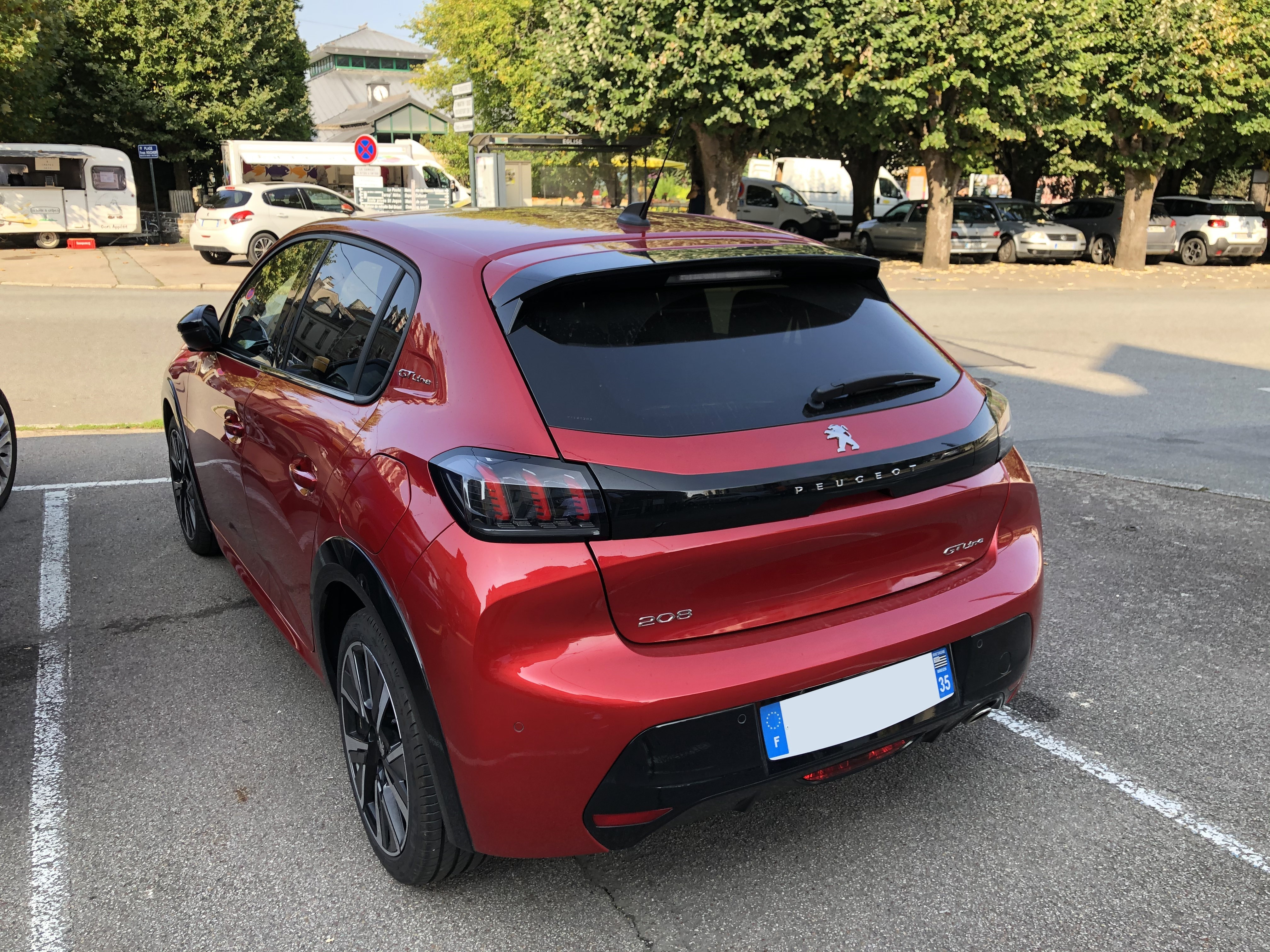
Vue de l'arrière.

La seconde génération de Peugeot 208 est dévoilée le 25 février 2019 avant sa première exposition publique au Salon international de l'automobile de Genève 2019.
La production en série de la 208 démarre en juillet 2019, suivi de la e-208 en novembre de la même année.
Cette génération de 208 adopte des feux arrière en forme de griffes similaires aux modèles récents de la marque au lion (508 et 3008), et comme la nouvelle 508, elle adopte la nouvelle signature des Peugeot avec des feux diurnes en forme de sabre. Elle rompt donc avec la rondeur de ses prédécesseures les 206, 207 et 208 I et adopte le style de la 508 II, de quelques mois son ainée. Des éléments de style rappellent le design de son aînée la 205, comme la ligne des fenêtres ou les encoches sur les ailes arrière où la finition est inscrite.
Le designer de cette seconde génération est Kevin Goncalves, sous la responsabilité de Yann Beurel (responsable design projet),. L'intérieur a été dessiné par Eric Dejou.
La 208 n'est plus produite en France mais en Slovaquie et au Maroc. Les usines de Mulhouse et Poissy produisaient historiquement la gamme 20X. La e-208 est uniquement produite sur le site de Travna.
Selon L'Argus, les prix de la 208 ont augmenté de 3 520 à 5 150 € selon le modèle du lancement à janvier 2023, à cause notamment de la pénurie de semi-conducteurs.
Début 2023, Peugeot lance une offre de location longue durée sur mesure de 36 mois, permettant de posséder une e-208 pour 150 €/mois sous certaines conditions.

### Phase 2

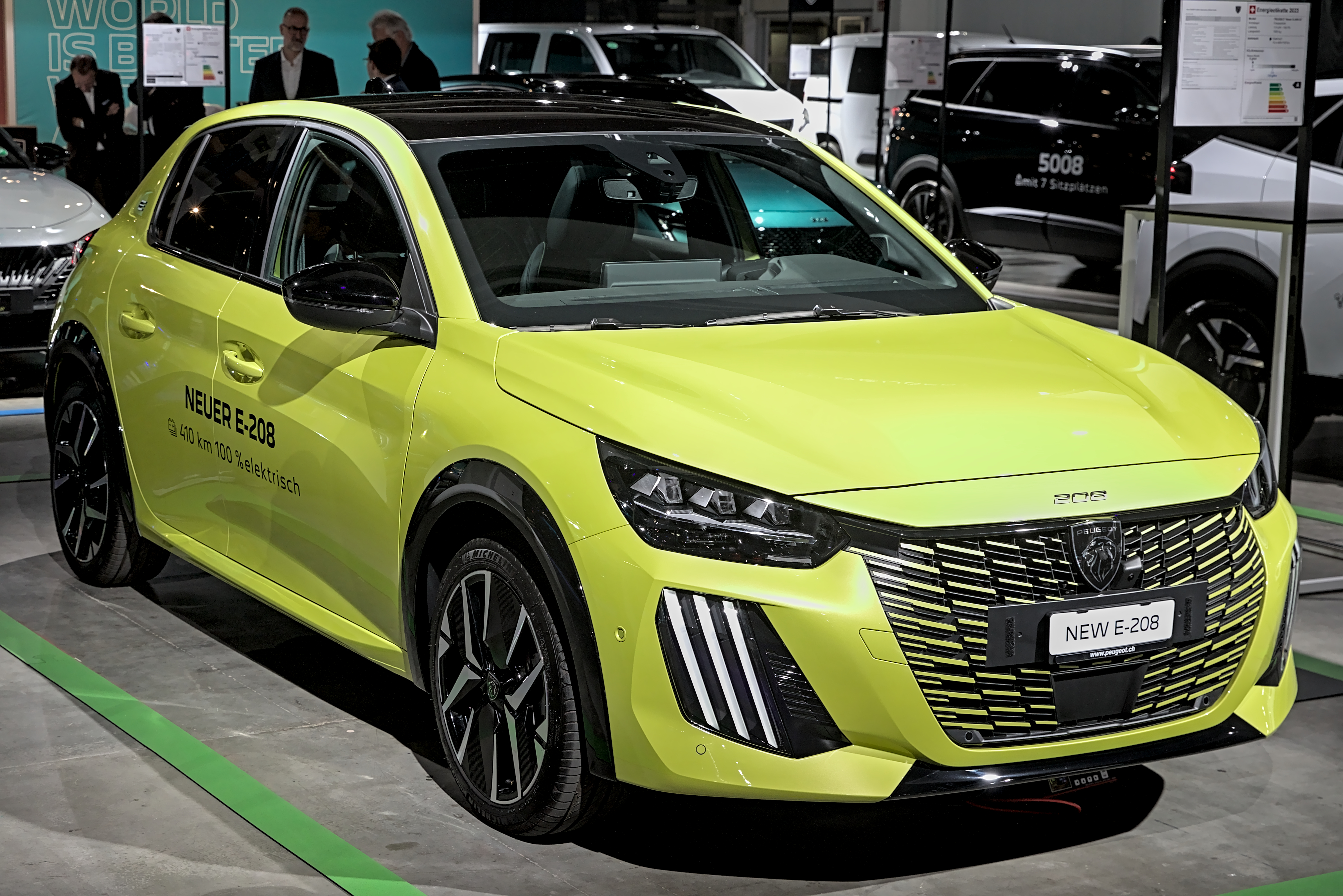
Face avant de l'e-208 phase 2.

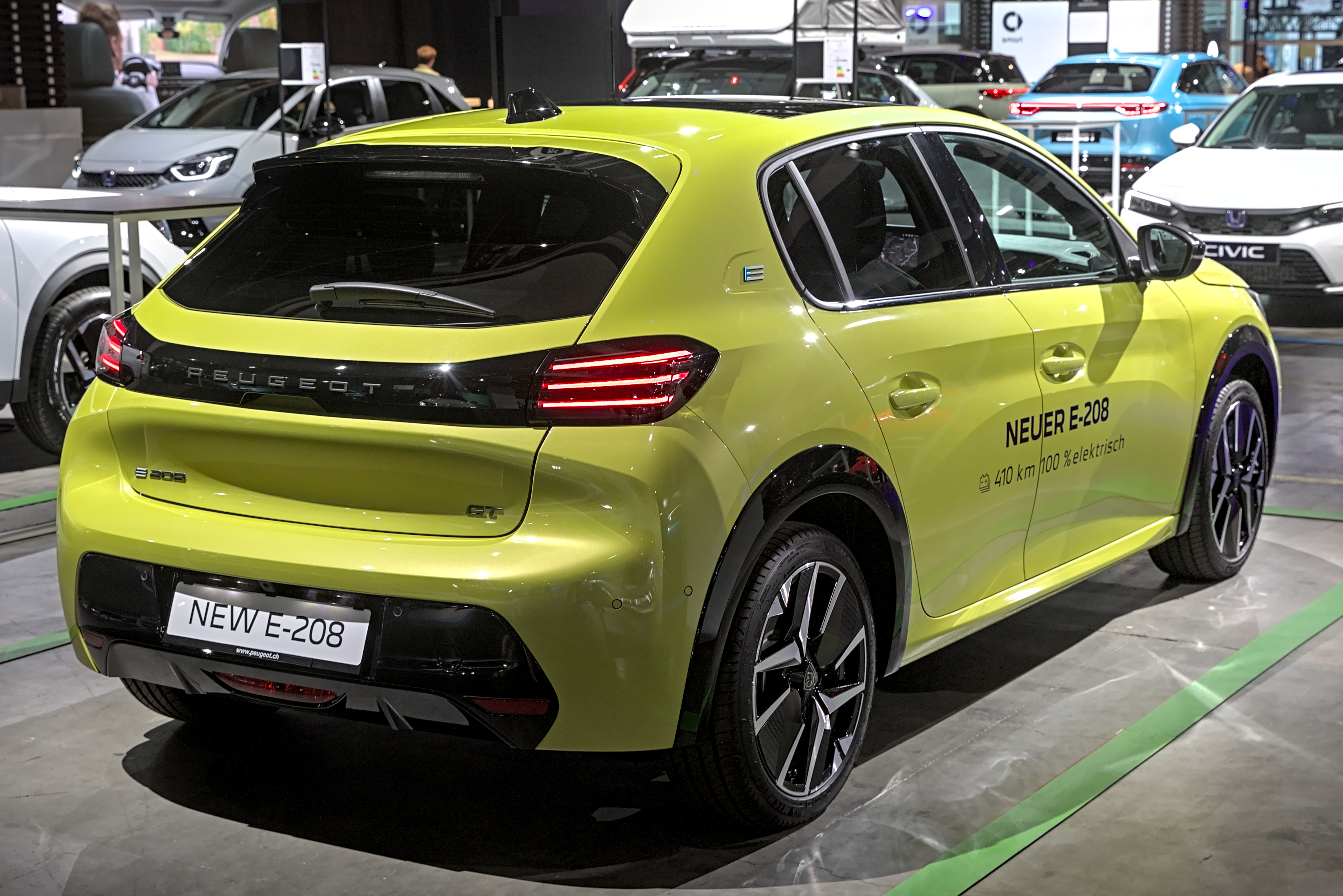

La version restylée de la 208 est présentée le 6 juillet 2023. Elle est commercialisée à partir de novembre.
Les phares présentent une nouvelle signature lumineuse à LED sous trois modules d'éclairages indépendants, le bouclier intègre des feux de jour en forme de griffes, et les trois griffes des feux arrière se positionnent en horizontale de manière superposée. Le bandeau noir au milieu des feux accueille le nom Peugeot tandis que le lion est supprimé du hayon. Une nouvelle sellerie est proposée, ainsi que l'option sièges massants en finition GT.

### Amérique du Sud
En 2020, Peugeot lance la production de la 208 en Argentine sur son site de Buenos Aires. La production de cette usine est destinée à plusieurs pays du marché sud-américain. Elle fabrique uniquement des 208 thermiques, et certaines versions haut de gamme (208 GT, e-208) vendues en Amérique latine sont importées,,. La 208 locale est équipée du 1.6 VTi 116 ch et du 1.2 3 cylindres 82 ch.
Les spécificités du modèle sud-américain sont une garde au sol plus élevée (+10 à 12 mm) et un meilleur angle d'attaque (16 degrés au lieu de 14 degrés) pour s'adapter aux routes locales, plus accidentées que celles européennes. Aussi, les modèles fabriqués localement utilisent des matériaux moins onéreux (acier privilégié à l'aluminium par exemple), les sièges arrière sont différents et le réservoir est plus grand.
Dès mai 2022, à la suite de la fusion de PSA et FCA pour former Stellantis, l'usine fabrique également des 208 équipées de moteurs atmosphériques 1.0 Firefly atmosphérique développant 71 ch (déjà utilisés sur la Fiat Argo), afin d'exporter cette nouvelle version en tant qu'entrée de gamme sur le marché brésilien, en complément du 1.6 VTi,,. Les moteurs 1 litre atmosphériques représentent la majorité des ventes sur ce segment au Brésil.
Dès le second semestre 2022, une partie des 208 vendues au Chili proviennent d'Argentine (en complément du modèle européen, déjà vendu sur place).
En septembre 2023, Peugeot ajoute une troisième offre de motorisation à la 208 au Brésil, un moteur 3 cylindres 1.0 Turbo 200 130 chevaux d'origine Fiat. 
En août 2024, un restylage visuellement similaire à celui du modèle européen est présenté. L'offre de motorisations évolue, avec le lancement du 1.0 Turbo 200 130 chevaux en Argentine, et la suppression du moteur 1.2 82 ch.

## Caractéristiques techniques
La nouvelle 208 inaugure la nouvelle plate-forme technique modulaire CMP (Common Modular Platform) du Groupe PSA qui équipe déjà sa cousine la DS 3 Crossback. La 208 propose deux types de projecteurs, traditionnels en entrée de gamme et 100 % LED en haut de gamme. Elle est disponible avec une boîte de vitesses manuelle à 6 rapports (voire 5 rapports sur le moteur PureTech 75) ou en option avec une boîte automatique à 8 rapports (EAT8) sur les versions les plus puissantes.
Sur les versions GT Line et GT (GT à partir de 2020 et GT PACK de 2020 a 2022), les passages de roues sont protégés par des éléments en noir laqué.

### Technologie
La Peugeot 208 est équipée de l’i-Cockpit constitué de l'instrumentation en hauteur, d'un petit volant à double méplat et d'un écran tactile. L'instrumentation, selon le niveau de finition, peut être constituée d'un écran numérique 100 % 3D, tandis que la planche de bord est équipée d'un écran tactile pour l'info-divertissement et la navigation dont la taille varie en fonction du niveau de finition (13,18 ou 26 cm).

### Motorisations
Phase 1
La deuxième génération de 208 reçoit des moteurs essence 1.2 PureTech de 75, 100 et 130 ch, des moteurs diesel 1.5 BlueHDi de 100 ch et 1.6 HDi de 92 ch pour le marché marocain ainsi qu'une motorisation électrique de 136 ch.
| Logo de Peugeot                                   | Caractéristiques techniques   | Caractéristiques techniques   | Caractéristiques techniques   | Caractéristiques techniques   | Caractéristiques techniques      |
| Logo de Peugeot                                   | 1.2 PureTech S&S              | 1.2 PureTech S&S              | 1.2 PureTech S&S              | 1.2 PureTech S&S              | 1.5 BlueHDi S&S                  |
| ------------------------------------------------- | ----------------------------- | ----------------------------- | ----------------------------- | ----------------------------- | -------------------------------- |
| Moteur                                            | 3 cylindres essence (type EB) | 3 cylindres essence (type EB) | 3 cylindres essence (type EB) | 3 cylindres essence (type EB) | 4 cylindres diesel (type DV/DLD) |
| Alimentation                                      | Atmosphérique                 | Turbocompressé                | Turbocompressé                | Turbocompressé                | Turbocompressé                   |
| Cylindrée (cm3)                                   | 1 199                         | 1 199                         | 1 199                         | 1 199                         | 1 499                            |
| Puissance maximale ch (kW)                        | 75 (55)                       | 102 (75)                      | 102 (75)                      | 130 (96)                      | 100 (73)                         |
| au régime de : (tr/min)                           | 5 750                         | 5 500                         | 5 500                         | 5 500                         | 3 500                            |
| Couple maximal (N m)                              | 111                           | 205                           | 205                           | 230                           | 250                              |
| au régime de : (tr/min)                           | 2750                          | 1750                          | 1750                          | 1750                          | 1750                             |
| Boîte de vitesses                                 | BVM5                          | BVM6                          | EAT8                          | EAT8                          | BVM6                             |
| Transmission                                      | Traction                      | Traction                      | Traction                      | Traction                      | Traction                         |
| Vitesse maximale (km/h)                           | 174                           | 188                           | 188                           | 208                           | 188                              |
| 0-100 km/h (s)                                    | 13,2                          | 9,9                           | 10,8                          | 8,7                           | 10,2                             |
| Consommation (L/100 km) urbain/extra-urbain/mixte | 4,9/3,9/4,3                   | 5,3/3,8/4,4                   | 5,2/4,0/4,5                   | 5,5/4,2/4,7                   | 3,9/3,1/3,4                      |
| Émissions de CO2 (g/km)                           | 97                            | 100                           | 102                           | 107                           | 90                               |
| Capacité du réservoir (L)                         | 44                            | 44                            | 44                            | 44                            | 41                               |
| Masse à vide (kg)                                 | 980                           | 1 090                         | 1 090                         | 1 158                         | 1 090                            |
| Norme environnementale                            | Euro 6d                       | Euro 6d                       | Euro 6d                       | Euro 6d                       | Euro 6d                          |

S&S : Stop and Start
Phase 2
La 208 restylée possède de nouvelles motorisations, le 1.2 PureTech Hybrid de 100 et de 136 ch fait son arrivée. Il remplace le moteur diesel (1.5 BlueHDi 100) ainsi que le moteur essence (1.2 PureTech 130). Désormais, plus aucun moteur diesel n’est au catalogue.
Pour les motorisations déjà existantes, celles-ci sont mis à jour. Le 1.2 PureTech de 75 et 100 ch passe de la courroie de distribution, à la chaîne de distribution comme la version hybride.
Cette deuxième phase introduit une nouvelle boite de vitesses automatique à double embrayage à 6 rapports l'e-DCS6 pour la version hybride. C'est équipementier belge Punch Powertrain qui en est l'origine ; le groupe Stellantis l'a baptisé e-DCS6 : « e » pour hybride, « DC » pour Dual Clutch (double embrayage), « S » pour Satellite (en raison d'une fonctionnalité inédite au niveau d'un des embrayages) et 6 pour le nombre de rapports.
| Logo de Peugeot                                   | Caractéristiques techniques   | Caractéristiques techniques   | Caractéristiques techniques                           | Caractéristiques techniques                           | Caractéristiques techniques |
| Logo de Peugeot                                   | 1.2 PureTech S&S              | 1.2 PureTech S&S              | 1.2 PureTech Hybrid                                   | 1.2 PureTech Hybrid                                   |                             |
| ------------------------------------------------- | ----------------------------- | ----------------------------- | ----------------------------------------------------- | ----------------------------------------------------- | --------------------------- |
| Moteur                                            | 3 cylindres essence (type EB) | 3 cylindres essence (type EB) | 3 cylindres essence + micro-hybridation 48V (type EB) | 3 cylindres essence + micro-hybridation 48V (type EB) |                             |
| Alimentation                                      | Atmosphérique                 | Turbocompressé                | Turbocompressé                                        | Turbocompressé                                        |                             |
| Cylindrée (cm3)                                   | 1 199                         | 1 199                         | 1 199                                                 | 1 199                                                 |                             |
| Puissance maximale ch (kW)                        | 75 (55)                       | 100 (74)                      | 100 (74)                                              | 136 (100)                                             |                             |
| au régime de : (tr/min)                           | 5 750                         | 5 500                         | 5 500                                                 | 5 500                                                 |                             |
| Couple maximal (N m)                              | 118                           | 205                           | 205                                                   | 230                                                   |                             |
| au régime de : (tr/min)                           | 2750                          | 1750                          | 1750                                                  | 1750                                                  |                             |
| Boîte de vitesses                                 | BVM5                          | BVM6                          | e-DCS6                                                | e-DCS6                                                |                             |
| Transmission                                      | Traction                      | Traction                      | Traction                                              | Traction                                              |                             |
| Batterie                                          | -                             | -                             | lithium-ion                                           | lithium-ion                                           |                             |
| Capacité brute                                    | -                             | -                             | 0,890 kWh                                             | 0,890 kWh                                             |                             |
| Capacité net                                      | -                             | -                             | 0,432 kWh                                             | 0,432 kWh                                             |                             |
| Vitesse maximale (km/h)                           | 165                           | 194                           | 193                                                   | 214                                                   |                             |
| 0-100 km/h (s)                                    | 13,2                          | 10,1                          | 9,8                                                   | 8,1                                                   |                             |
| Consommation (L/100 km) urbain/extra-urbain/mixte | 6,2/4,7/5,4                   | 6,5/4,4/5,2                   | 4,2/4,1/4,7                                           | 4/4,1/4,7                                             |                             |
| Émissions de CO2 (g/km)                           | 120                           | 117                           | 105                                                   | 105                                                   |                             |
| Capacité du réservoir (L)                         | 40                            | 44                            | 44                                                    | 44                                                    |                             |
| Masse à vide (kg)                                 | 1 033                         | 1 090                         | 1 175                                                 | 1 228                                                 |                             |
| Norme environnementale                            | Euro 6d                       | Euro 6d                       | Euro 6d                                               | Euro 6d                                               |                             |

#### e-208
La seconde génération de Peugeot 208 reçoit dès sa commercialisation une version 100 % électrique nommée e-208. Celle-ci est basée sur la configuration technique de la DS 3 Crossback e-tense comprenant un moteur de 100 kW (136 ch) pour un couple de 260 N m alimenté par une batterie de 50 kWh lui permettant une autonomie de 340 km,.
Elle dispose de trois modes de conduite qui font varier la puissance du moteur : « Éco » (82 ch), privilégiant l'autonomie, « Normal » (109 ch) et « Sport » (136 ch), ce dernier permettant à la e-208 de passer de 0 à 100 km/h en 8,1 secondes.
Elle peut se recharger sur une prise domestique en 16 heures, sur une WallBox entre 5 et 11 heures (en fonction de la puissance disponible), ou encore à 80 % en 30 minutes sur une borne rapide en courant continu.

Peugeot e-208.
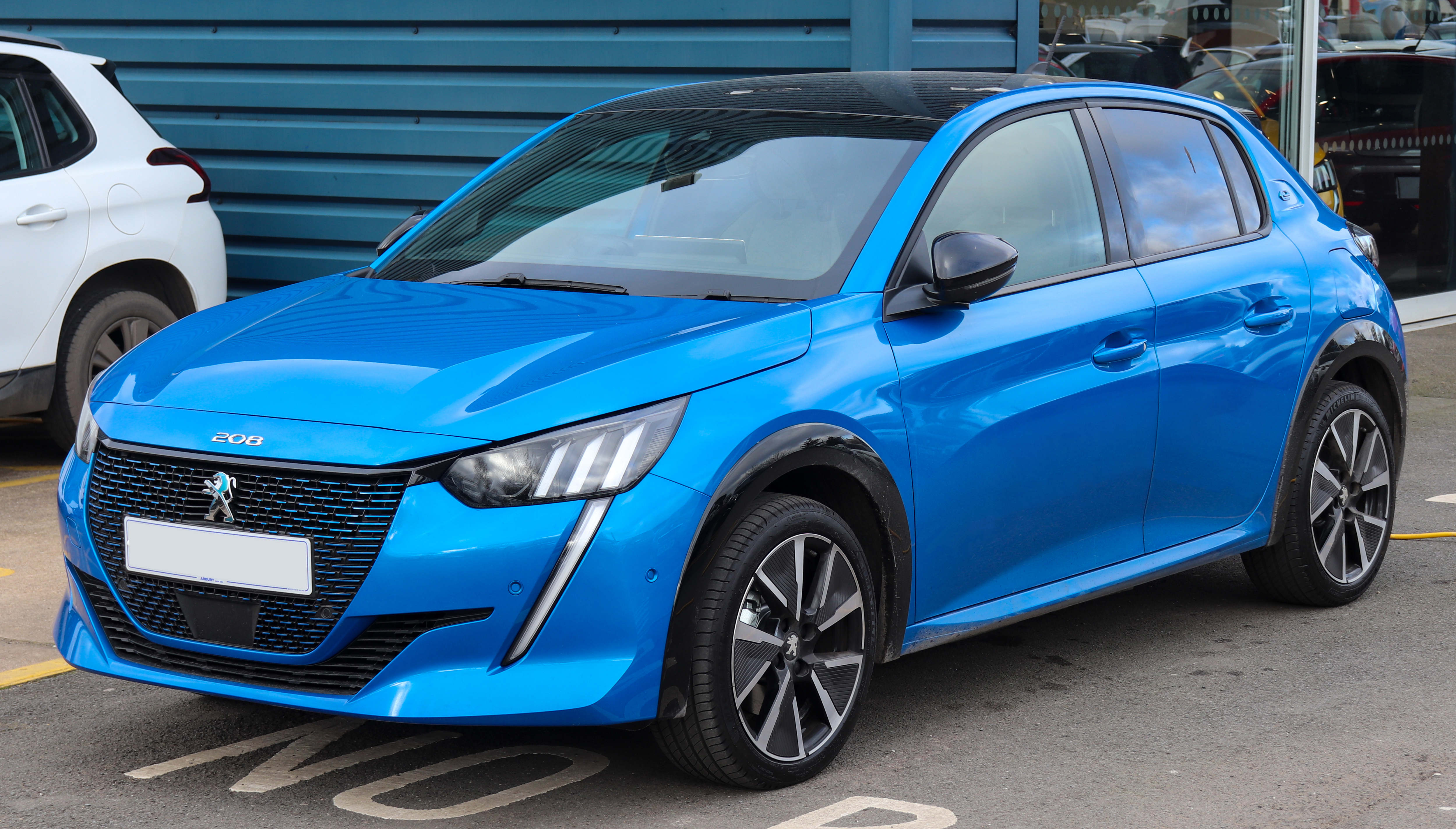
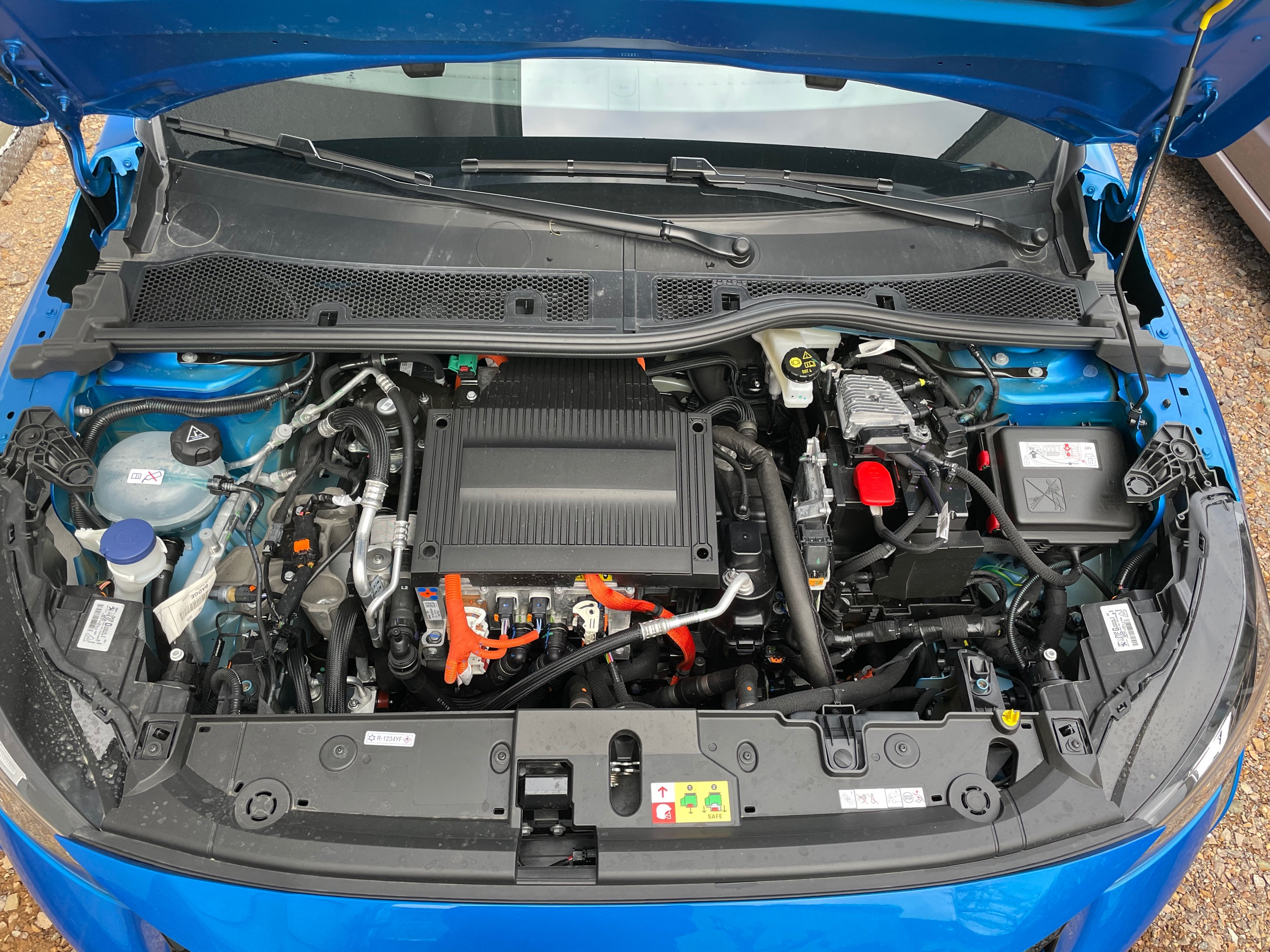

En décembre 2021, Peugeot apporte des changements à la e-208, qui gagne entre 15 et 22 km d'autonomie selon les versions. La marque a pu obtenir ces gains en revoyant le rapport de démultiplication du réducteur, en installant des pneus à très faible résistance classés A+ (sur certaines versions) et en revoyant le logiciel pilotant le chauffage et la climatisation grâce à l'ajout d'un capteur d'hygrométrie.
En août 2022, Peugeot annonce que la finition Like sera désormais disponible avec l'e-208. Cette version plus accessible reçoit également une batterie dont la capacité atteint 52 kWh, qui, combinée à la légèreté de ce modèle d'entrée de gamme peu pourvu en équipements, permet d'augmenter l'autonomie de la citadine électrique jusqu'à 400 km. Un nouveau câble de recharge est également proposé.
En mars 2023, Peugeot lance la commercialisation de sa e-208 équipée du nouveau moteur électrique de 115 kW (156 ch) et d'une batterie de 51 kWh. Ces options ne sont disponibles que pour les finition GT. L'autonomie en cycle WLTP est estimée à 398 km, grâce à une consommation abaissée en moyenne aux environs de 14,5 kWh/100 km.
| Logo de Peugeot                           | Caractéristiques techniques    | Caractéristiques techniques    |
| Logo de Peugeot                           | e-208 136                      | e-208 156                      |
| Moteur                                    | Moteur                         | Moteur                         |
| ----------------------------------------- | ------------------------------ | ------------------------------ |
| Type                                      | Synchrone à aimants permanents | Synchrone à aimants permanents |
| Puissance moteur ch (kW)                  | 136 (100)                      | 156 (115)                      |
| au régime de (tr/min)                     |                                |                                |
| Couple maximal (N m)                      | 260                            | 260                            |
| Transmission                              | Traction                       | Traction                       |
| Vitesse maximale (km/h)                   | 150                            | 150                            |
| 0-100 km/h (s)                            | 9 s                            | 8,2 s                          |
| Masse à vide (kg)                         | 1530                           | 1530                           |
| Charge utile (kg)                         | 455                            | 455                            |
| Batterie                                  |                                |                                |
| Type                                      | lithium-ion NMC                | lithium-ion NMC                |
| Capacité brute (kWh)                      | 50                             | 51                             |
| Capacité utile (kWh)                      | 46,3                           | 48,1                           |
| Autonomie (WLTP) (km)                     | 372                            | 398                            |
| Consommation mixte (kWh/100 km)           | 15,4                           | 14,5                           |
| Puissance maximale de charge              |                                |                                |
| en courant alternatif monophasé (AC) (kW) | 7,4                            | 7,4                            |
| en courant alternatif triphasé (AC) (kW)  | 11 (en option)                 | 11 (en option)                 |
| en courant continu (DC) (kW)              | 100                            | 100                            |
| Temps de recharge                         |                                |                                |
| sur une prise Wallbox 3,7 kW (0 à 100 %)  | 15 heures 41 minutes           | 15 heures 41 minutes           |
| sur une borne 11 kW (0 à 100 %)           | 5 heures 15 minutes            | 5 heures 15 minutes            |
| sur une borne 100 kW (DC) (10 à 80 %)     | 29 minutes                     | 29 minutes                     |
| Type de prise                             | Combo CCS                      | Combo CCS                      |

Peugeot e-208 Allure
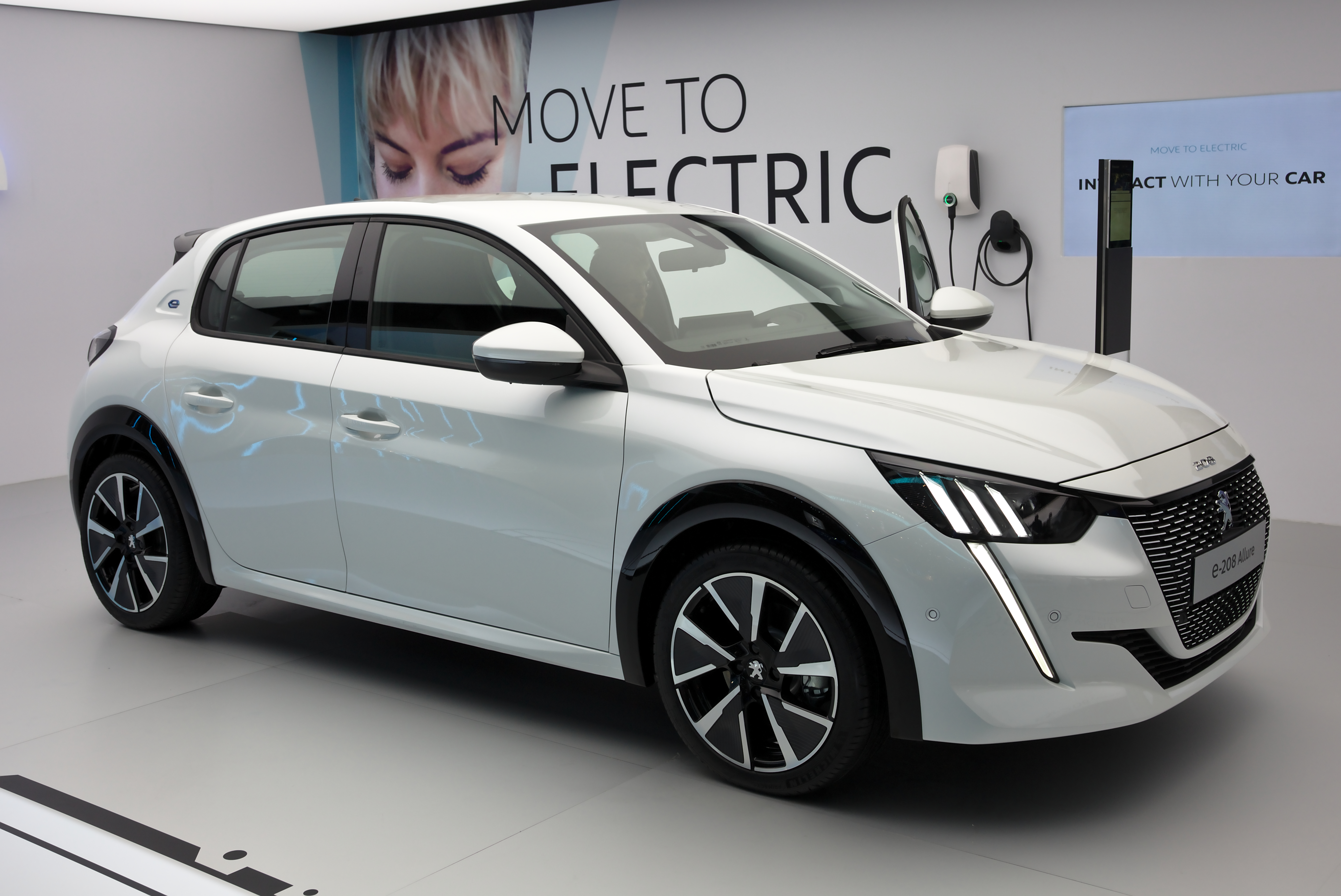
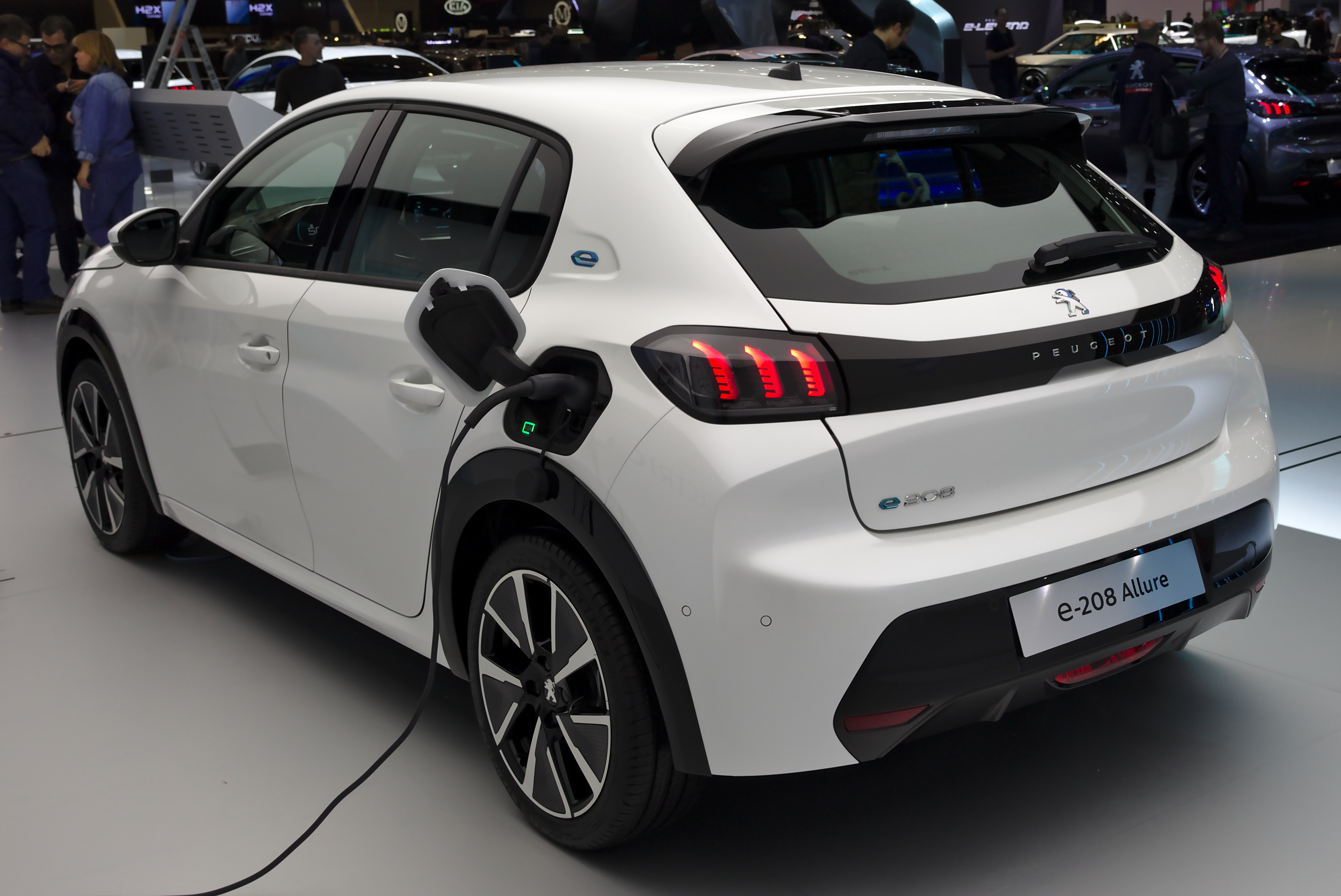

### Finitions

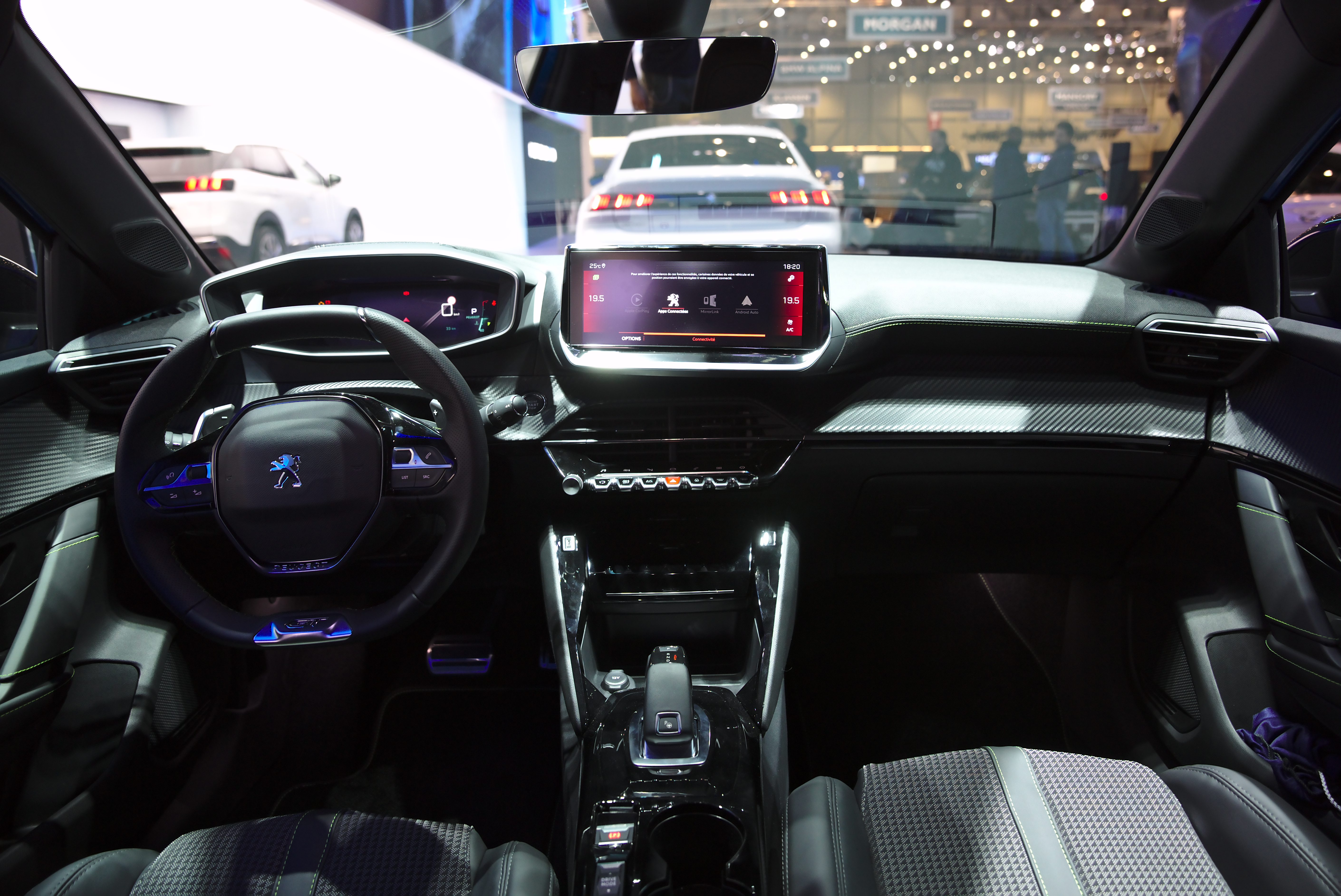
Intérieur

Le constructeur a changé, au fil des années de commercialisation, les dénominations ainsi que le contenu des différentes finitions. Par exemple, une finition GT Pack est apparue au catalogue plusieurs mois après le lancement officiel.
Phase 1
- Like : régulateur/limiteur de vitesse, air conditionné manuel, radio avec écran tactile 5 pouces et fonction DAB (7 pouces sur e-208), jantes tôle 15 pouces...
- Active : Like + ESC (programme de stabilité électronique), volant compact croûte de cuir avec commandes multimédia sur le volant, rétroviseurs extérieurs dégivrants avec réglage électrique, feux diurnes à LED...
- Active Pack : Active + aide au stationnement arrière, projecteurs à LED, rétroviseurs extérieurs à rabattement électrique, lève-vitres arrière électriques...
- Allure : Active + projecteurs à LED, essuie-vitre avant à déclenchement automatique, démarrage mains libres, air conditionné automatique monozone...
- Allure Pack : Allure + pack Safety Plus, Visio Park 1, rétroviseur intérieur photosensible, i-Cockpit 3D...
- GT : Allure + système de surveillance d'angle mort, projecteurs Full LED, navigation 3D connectée avec écran tactile 10 pouces.

Anciennes finitions :
- GT Pack (disparue en octobre 2022[42]) : GT + sièges avant chauffants, accès et démarrage mains libres...

| Versions              | Finitions | Finitions   | Finitions | Finitions | Finitions   | Finitions |
| Versions              | Like      | Active Pack | Style     | Allure    | Allure Pack | GT        |
| --------------------- | --------- | ----------- | --------- | --------- | ----------- | --------- |
| PureTech 75 S&S BVM5  | 19 200 €  | 21 320 €    | 21 770 €  | -         | -           | -         |
| PureTech 100 S&S BVM6 | -         | 22 520 €    | 22 970 €  | 23 920 €  | 24 920 €    | 26 420 €  |
| PureTech 100 S&S EAT8 | -         | 24 220 €    | 24 670 €  | 25 620 €  | 26 620 €    | 28 120 €  |
| PureTech 130 S&S EAT8 | -         | -           | -         | -         | -           | 30 020 €  |
| BlueHDI 100 S&S BVM6  | -         | 24 020 €    | 24 470 €  | 25 420 €  | 26 420 €    | 27 920 €  |
| e-208 136             | 34 800 €  | 36 550 e    | 37 000 €  | 37 450 €  | 38 450€     | 40 000 €  |

Comparatif visuel des différentes finitions
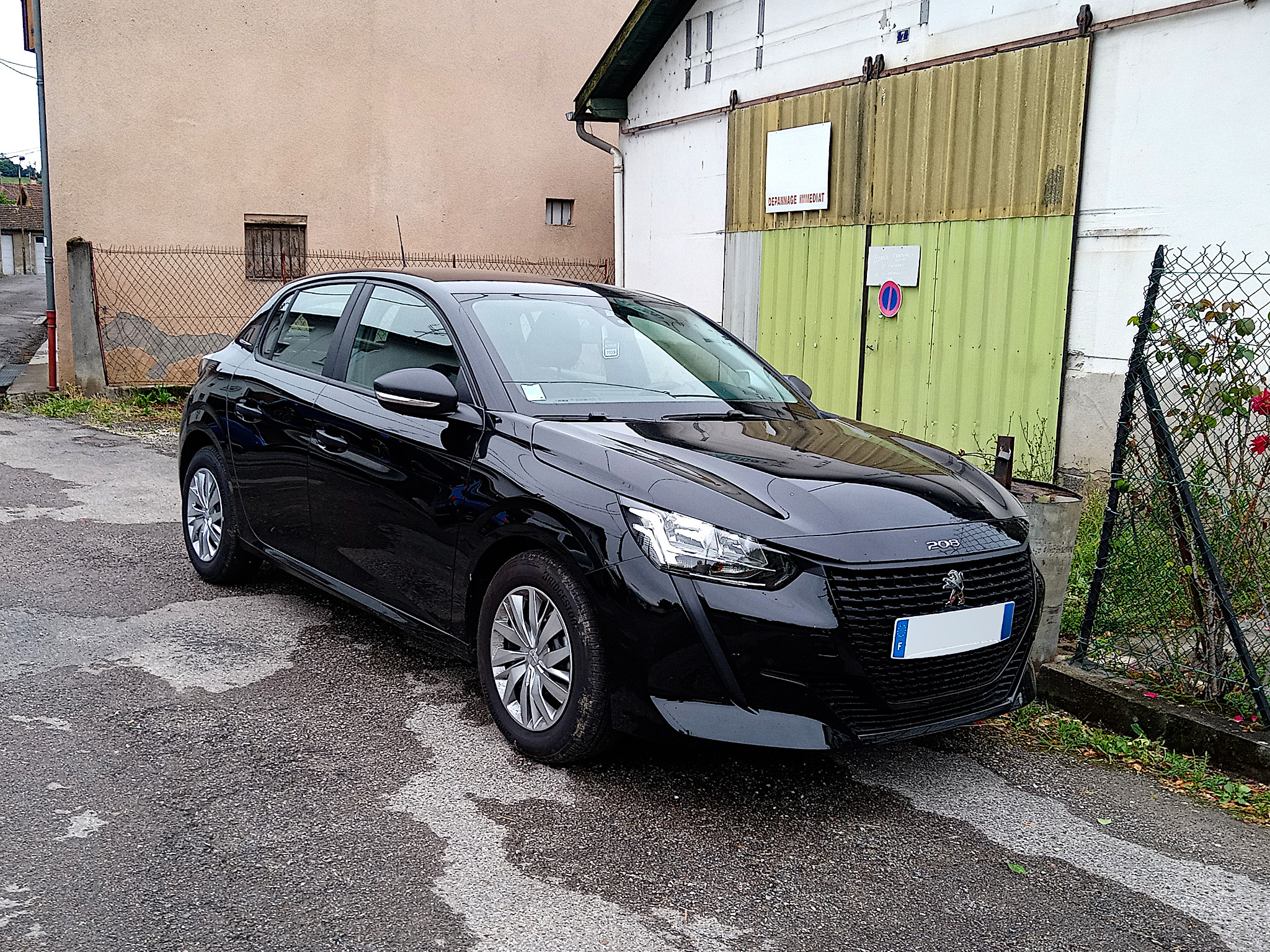
Like (avant)
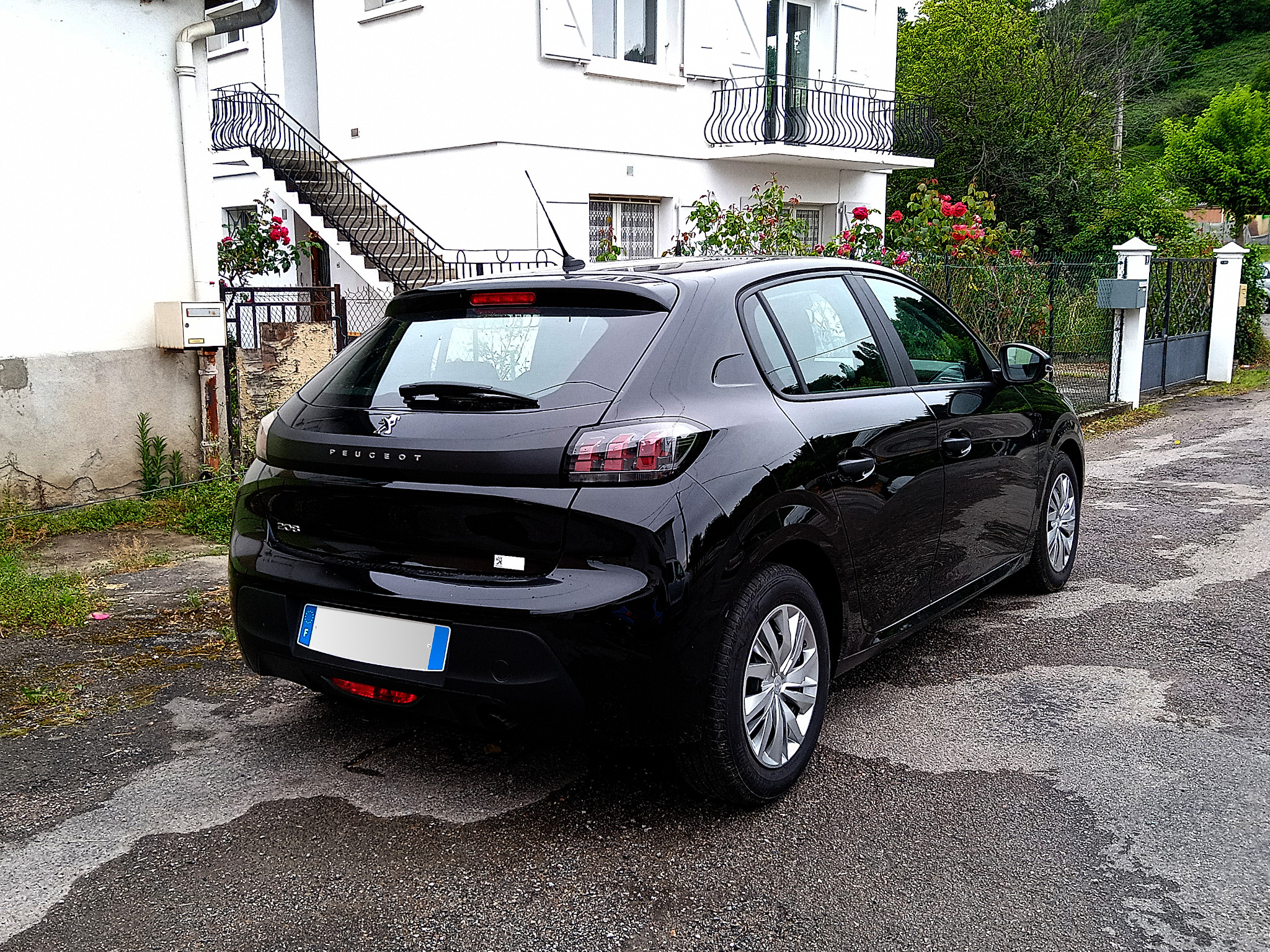
Like (arrière)
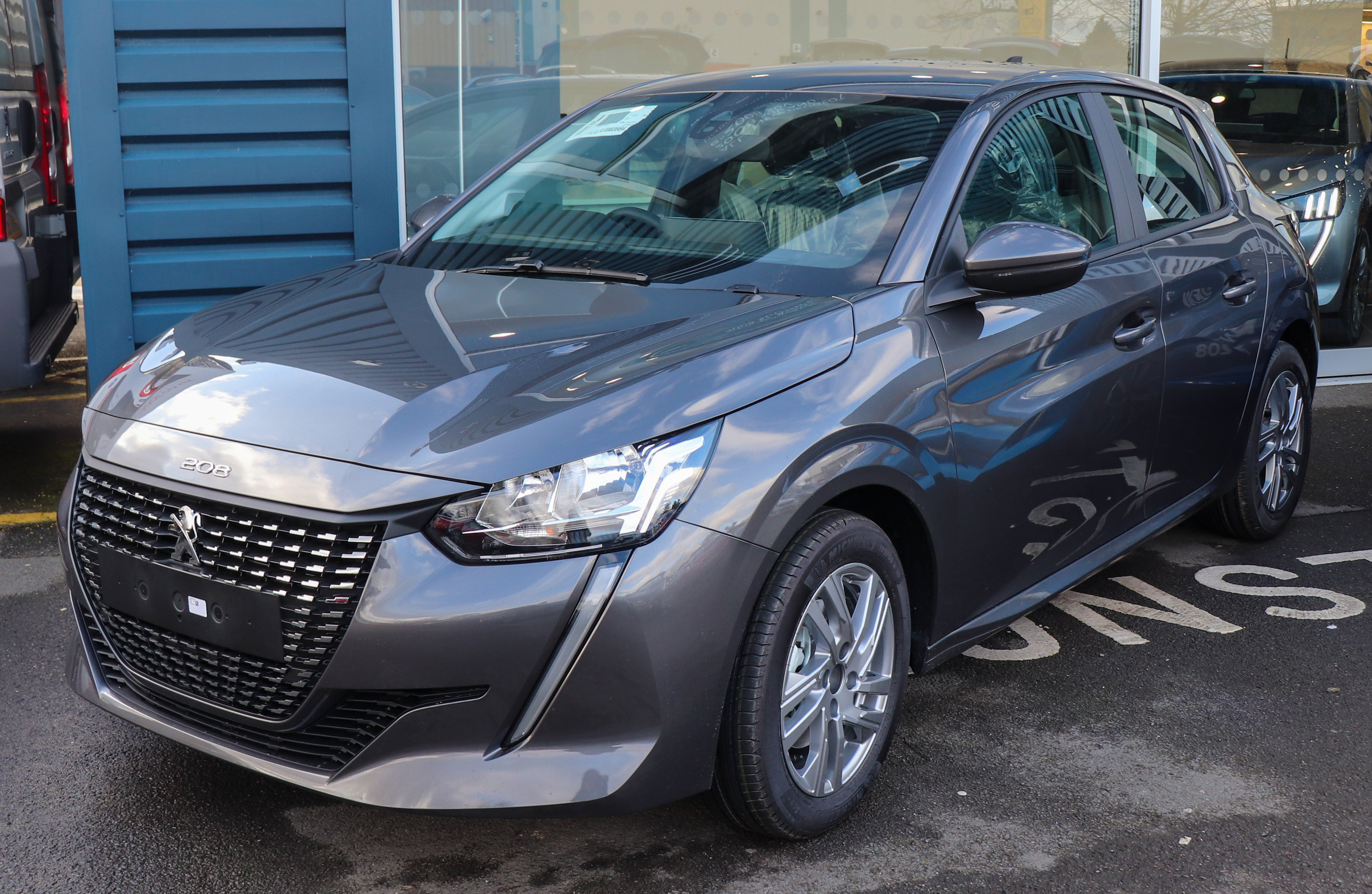
Active
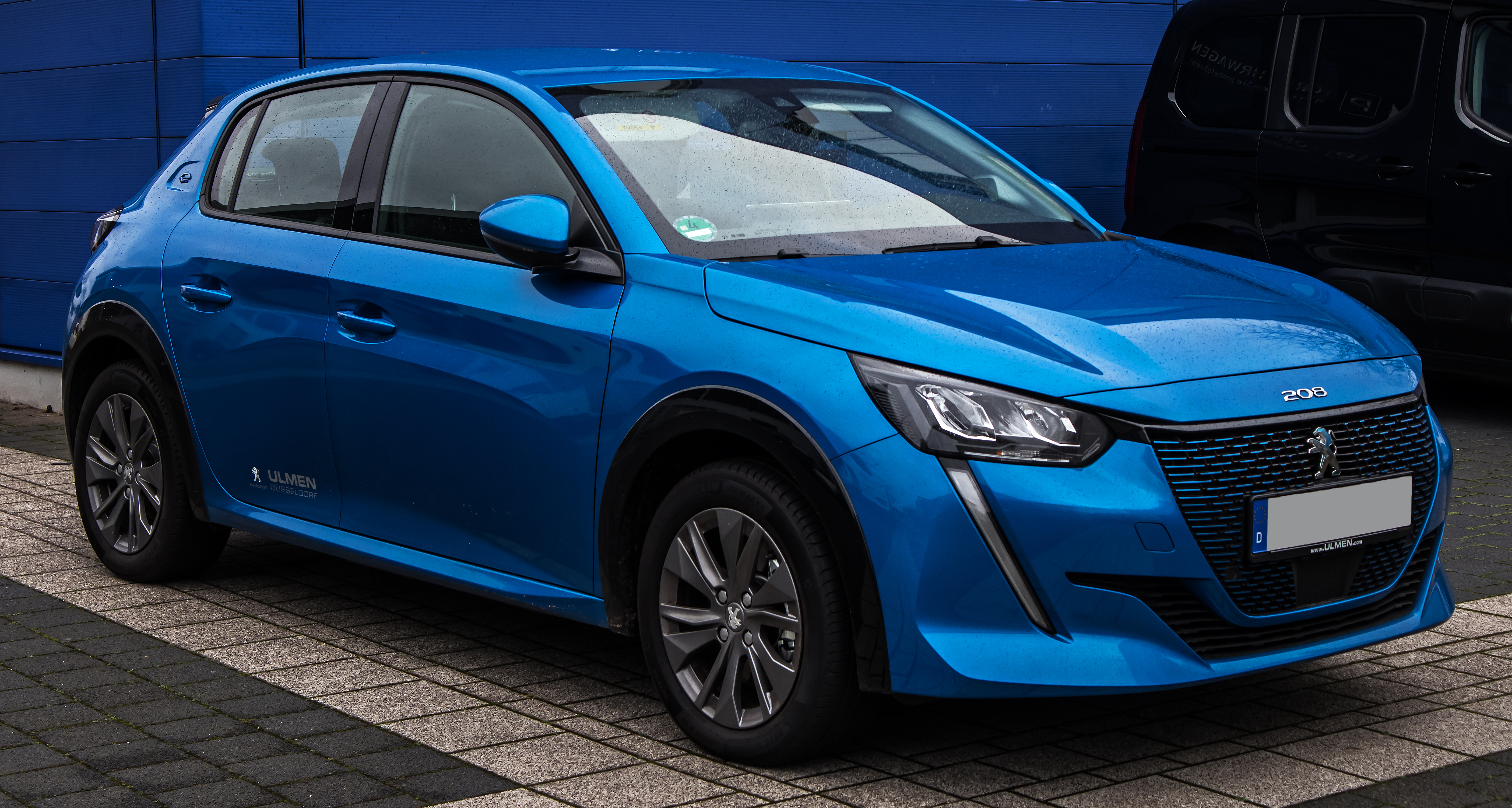
Allure (avant)
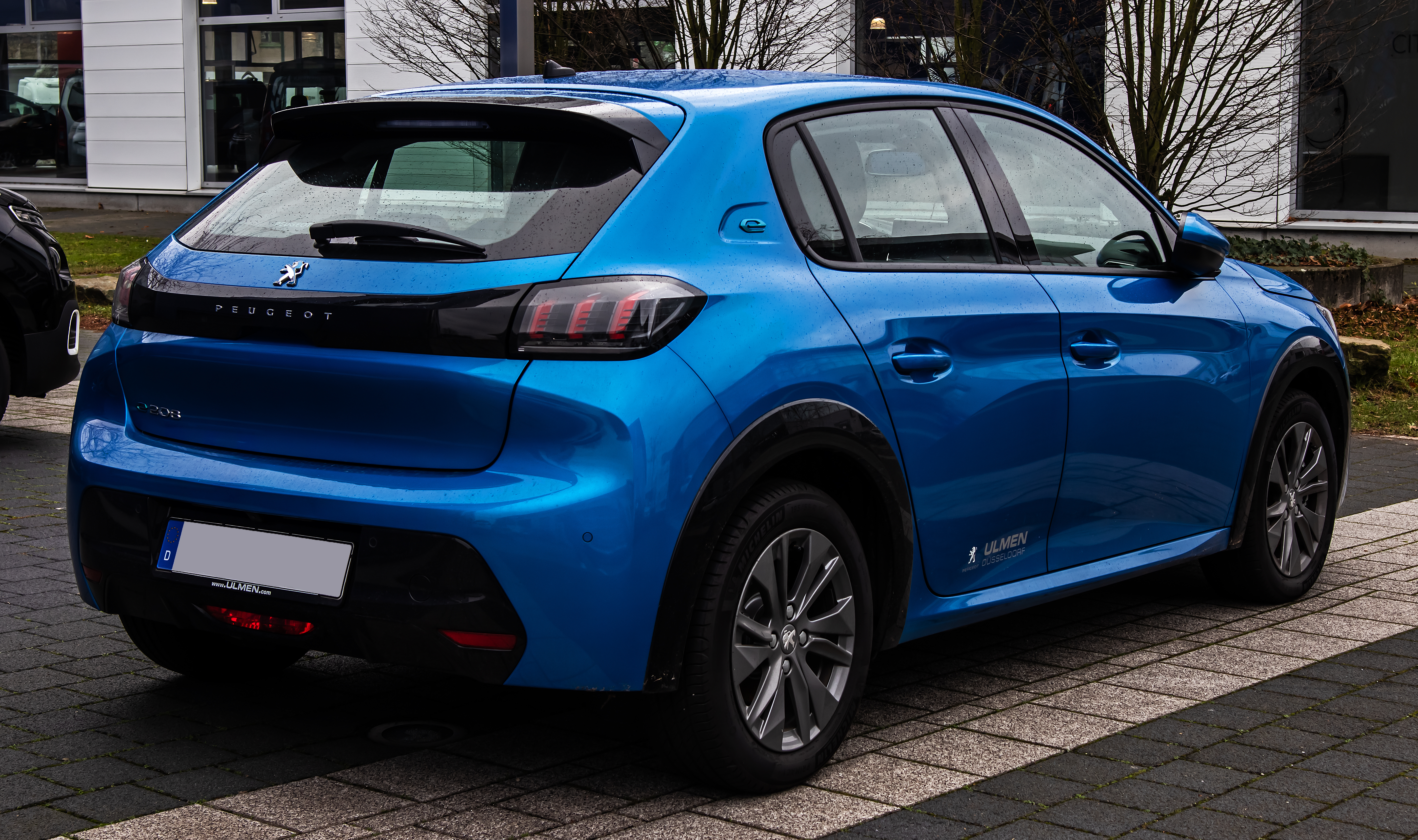
Allure (arrière)
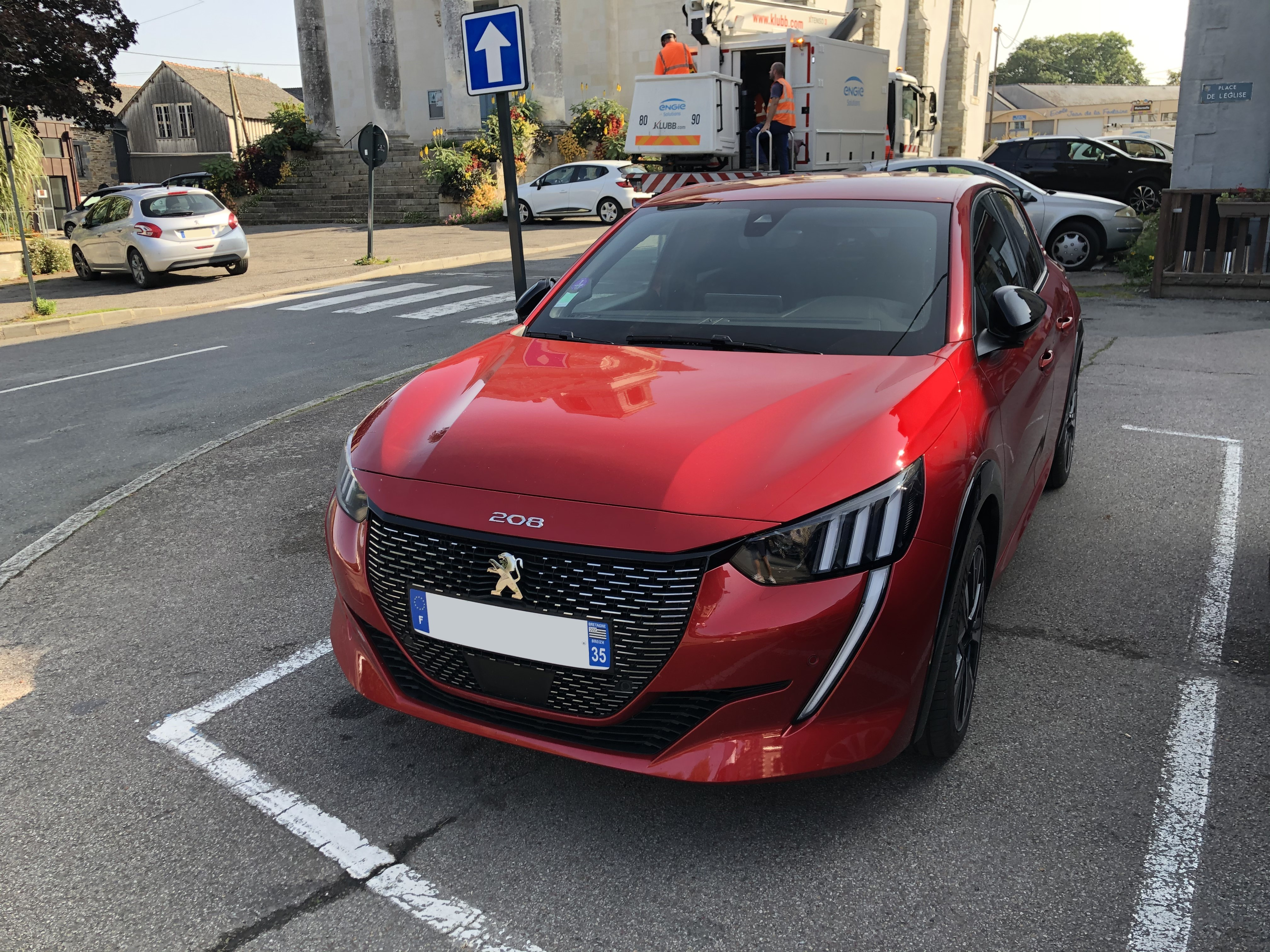
GT Line (devenue GT) (avant)
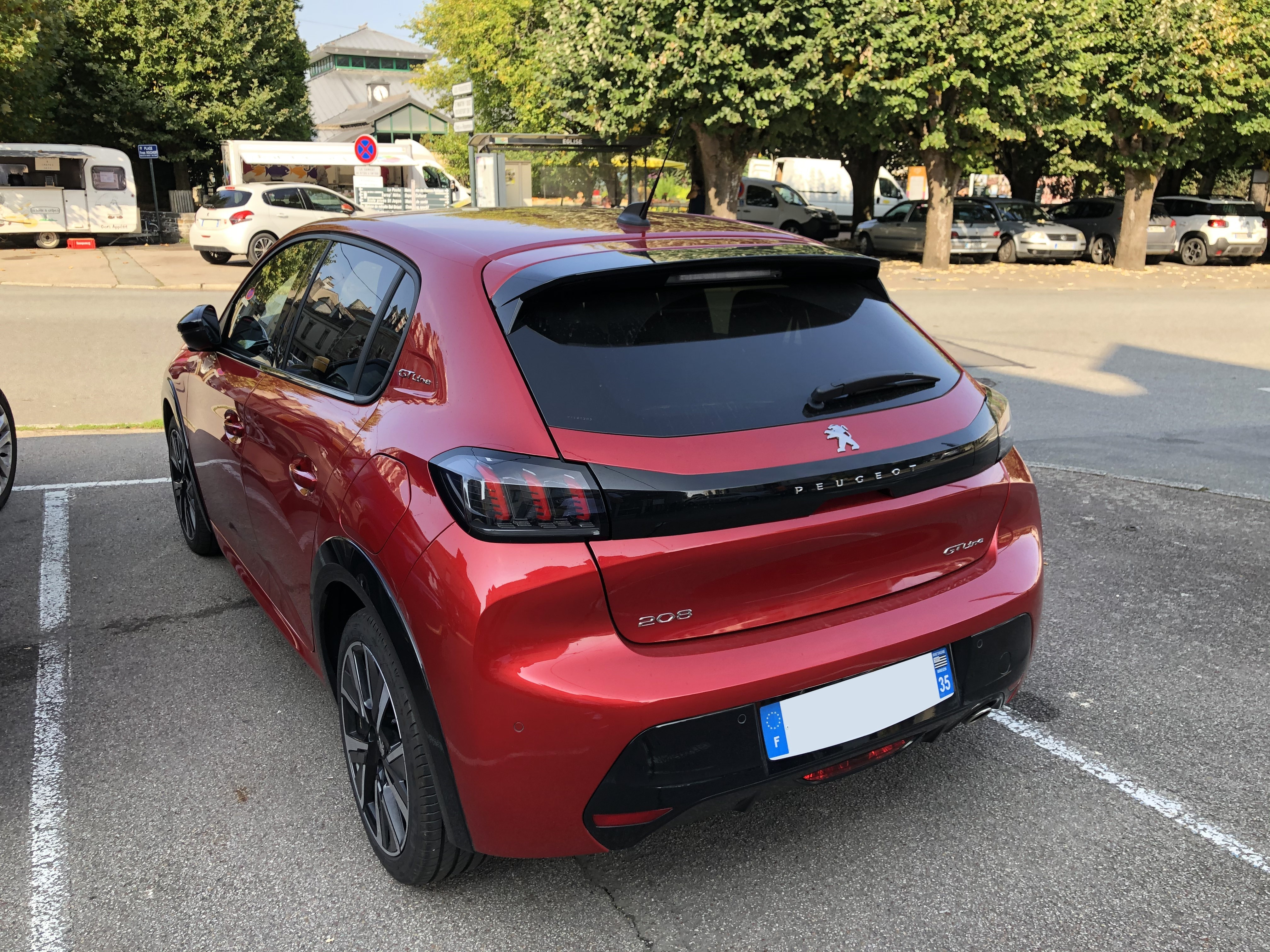
GT Line (devenue GT) (arrière)

Phase 2
| Versions              | Finitions | Finitions | Finitions | Finitions |
| Versions              | Active    | Allure    | E-Style   | GT        |
| --------------------- | --------- | --------- | --------- | --------- |
| PureTech 75 S&S BVM5  | 19 200 €  | -         | -         | -         |
| PureTech 100 S&S BVM6 | 20 500 €  | 22 500 €  | -         | 24 400 €  |
| Hybrid 100 e-DCS6     | 23 200 €  | 25 200 €  | -         | 27 100 €  |
| Hybrid 136 e-DCS6     | -         | -         | -         | 28 300 €  |
| e-208 136             | 33 550 €  | 35 650 €  | 35 900 €  | -         |
| e-208 156             | -         | -         | -         | 38 850 €  |

#### Séries spéciales
- Style (2020, modèle européen)[43]
- Roadtrip (2021 jusqu'à octobre 2022, modèle européen)[44],[42],
- Style (2022, Argentine, modèle sud-américain)[45]
- Road Trip (2022, Brésil, modèle sud-américain)[46]
- E-Style (septembre 2023-janvier 2024, modèle européen)[47]

## Ventes
En Europe
| Année | Ventes en France (véhicules particuliers + véhicules utilitaires) | Rang (VP+VU) | Ventes en France (VP) | Rang (VP) | Ventes en Europe, | Rang    |
| ----- | ----------------------------------------------------------------- | ------------ | --------------------- | --------- | ----------------- | ------- |
| 2019  | Inconnu                                                           | Inconnu      | 18 304                | 32e       | Inconnu           | Inconnu |
| 2020  | 99 745                                                            | 2e           | 92 796                | 1er       | 199 316           | 3ème    |
| 2021  | 95 180                                                            | 2e           | 88 013                | 1er       | 195 728           | 2e      |
| 2022  | 93 892                                                            | 1er          | 88 812                | 1er       | 205 141           | 1er     |
| 2023  | 98 326                                                            | 2e           | 86 263                | 2e        |                   |         |

En Amérique du Sud
| Année | Ventes en Argentine | Rang | Ventes au Brésil | Rang | Ventes en Uruguay | Rang | Ventes au Chili | Rang |
| ----- | ------------------- | ---- | ---------------- | ---- | ----------------- | ---- | --------------- | ---- |
| 2020  | 10 488              | 4e   | 4 403            | 66e  | 75                | 64e  | ?               | -    |
| 2021  | 15 809              | 3e   | 16 345           | 36e  | 554               | 18e  | ?               | -    |
| 2022  | 25 649              | 2e   | 29 879           | 23e  | 1037              | 8e   | 2191            | 19e  |
| 2023  | 36 454              | 2e   | 28 631           | 27e  | 2070              | 3e   | 2402            | 9e   |
| 2024  | 29 681              | 1er  | 17713            | 44e  | 1339              | 7e   |                 |      |

Les chiffres de 2020 en Argentine et au Brésil cumulent la première et la deuxième génération de Peugeot 208.
Dès le second semestre 2022, une partie des 208 vendues au Chili proviennent d'Argentine (en complément du modèle européen).

## Versions sportives
Le 17 octobre 2024, Peugeot Sport présente la Peugeot 208 Racing, en même temps que le nouveau Trophée FR6 de la Fédération française du sport automobile.

### R2
Aussi, à l’ocasion des 24h du Mans, le 13 juin 2025, Peugeot a annoncé une 208 GTi forte de 280 ch apportés par un moteur électrique provenant d’Emotors, déjà présent dans l’Alfa Romeo Junior, l’Abarth 600e ou encore dans la Lancia Ypsilon HF. En plus du moteur, la 208 GTi apporte un chassis abaissé et retravaillé ou encore un kit carrosserie ainsi que des détails rouges à l’extérieur et à l’intérieur accompagné d’alcantara.

## La Peugeot 208 II vendue par d'autres marques

### Opel/Vauxhall Corsa F
En 2019, soit la même année de sortie de la 208, Opel commercialise la Corsa F, qui est majoritairement une Peugeot 208 II recarossée puisqu'elle partage la structure de carrosserie et celles des portes avant, ainsi que plusieurs éléments comme l’intégralité des vitrages, le pare-brise, le pavillon, les rétroviseurs ainsi que le becquet arrière. La forme des ailes avants et celle du capot sont identiques à ceux de la Peugeot 208.
Les deux voitures se diffèrent par leur face avant, la custode arrière, le hayon, le pare-chocs arrière, les feux arrière ainsi que l’habitacle bien qu'il y ait plusieurs éléments en commun avec la 208 comme le ciel de toit, le plafonnier ainsi que d'autres éléments.
En Angleterre, la Corsa F est commercialisée sous la marque Vauxhall.

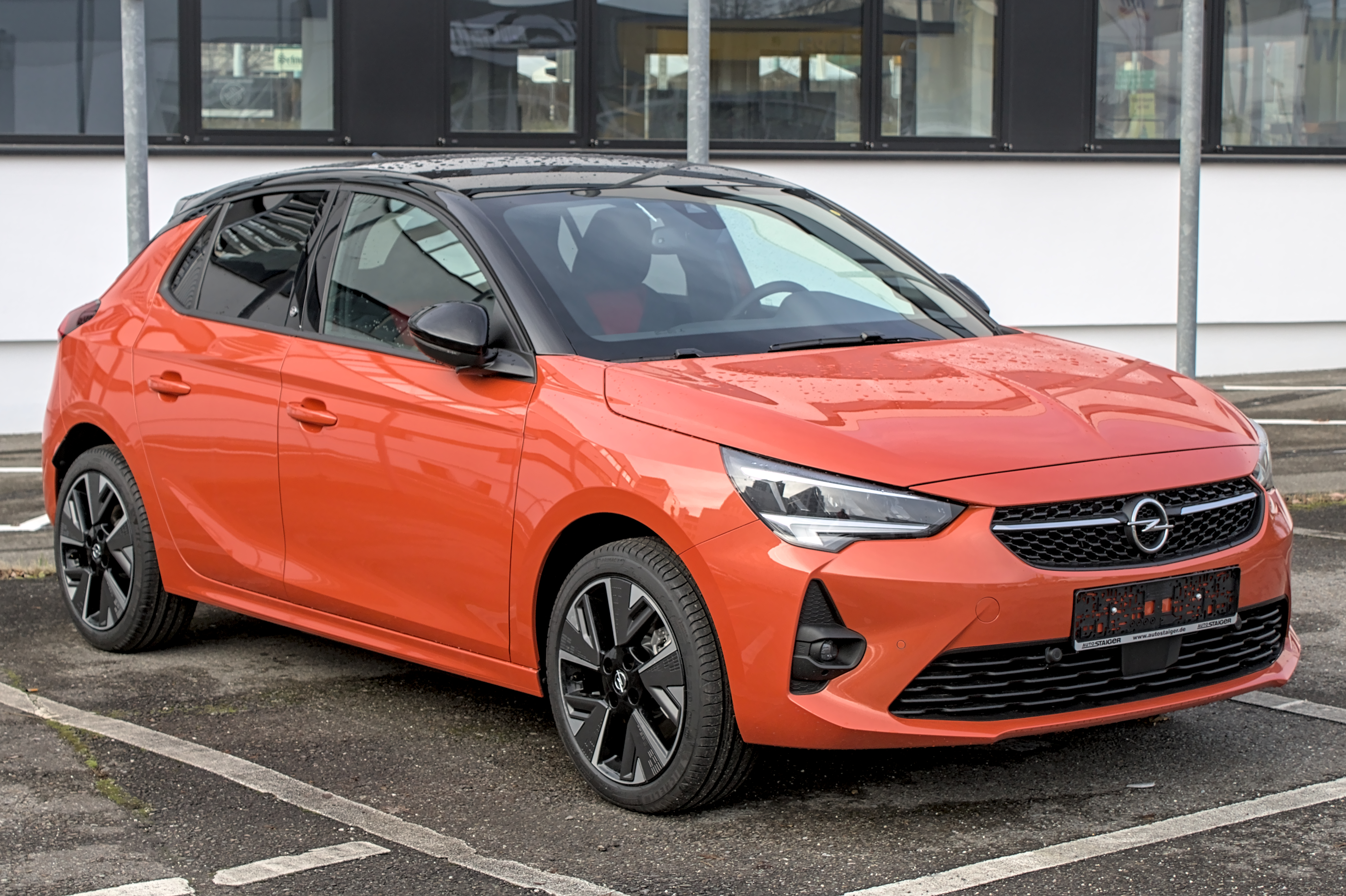
Opel Corsa F - face avant.
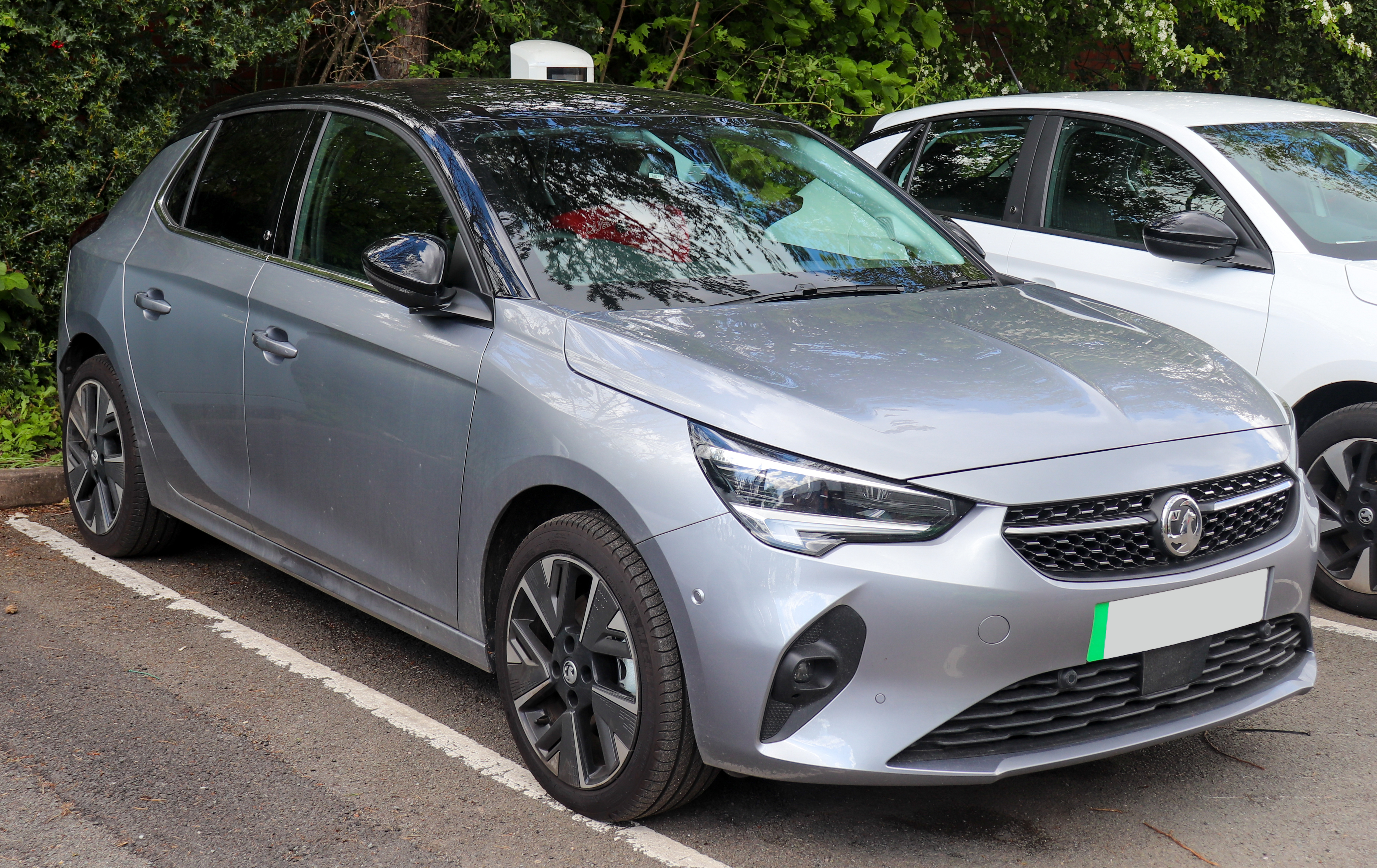
Vauxhall Corsa F - face avant.
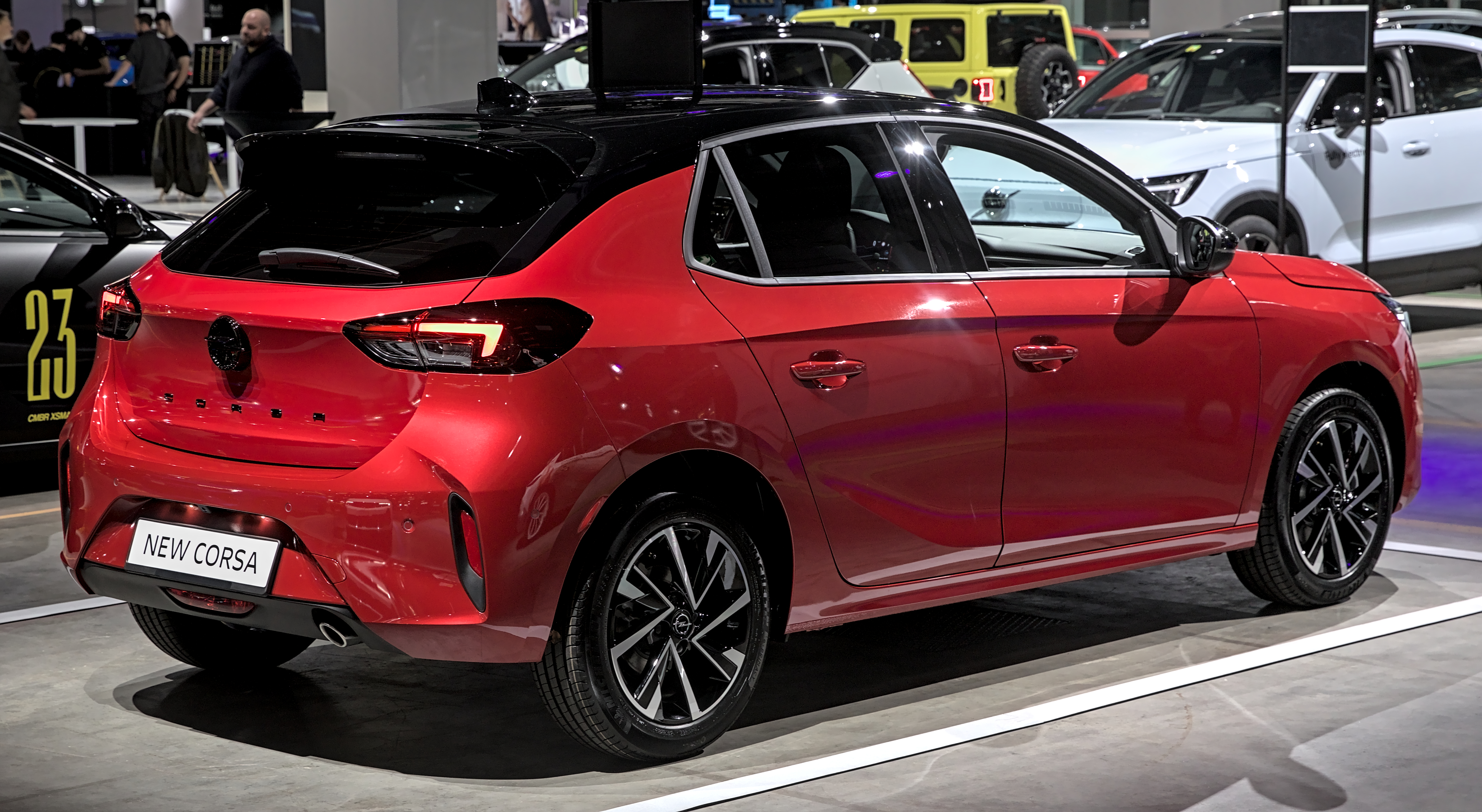
Opel Corsa F - arrière.
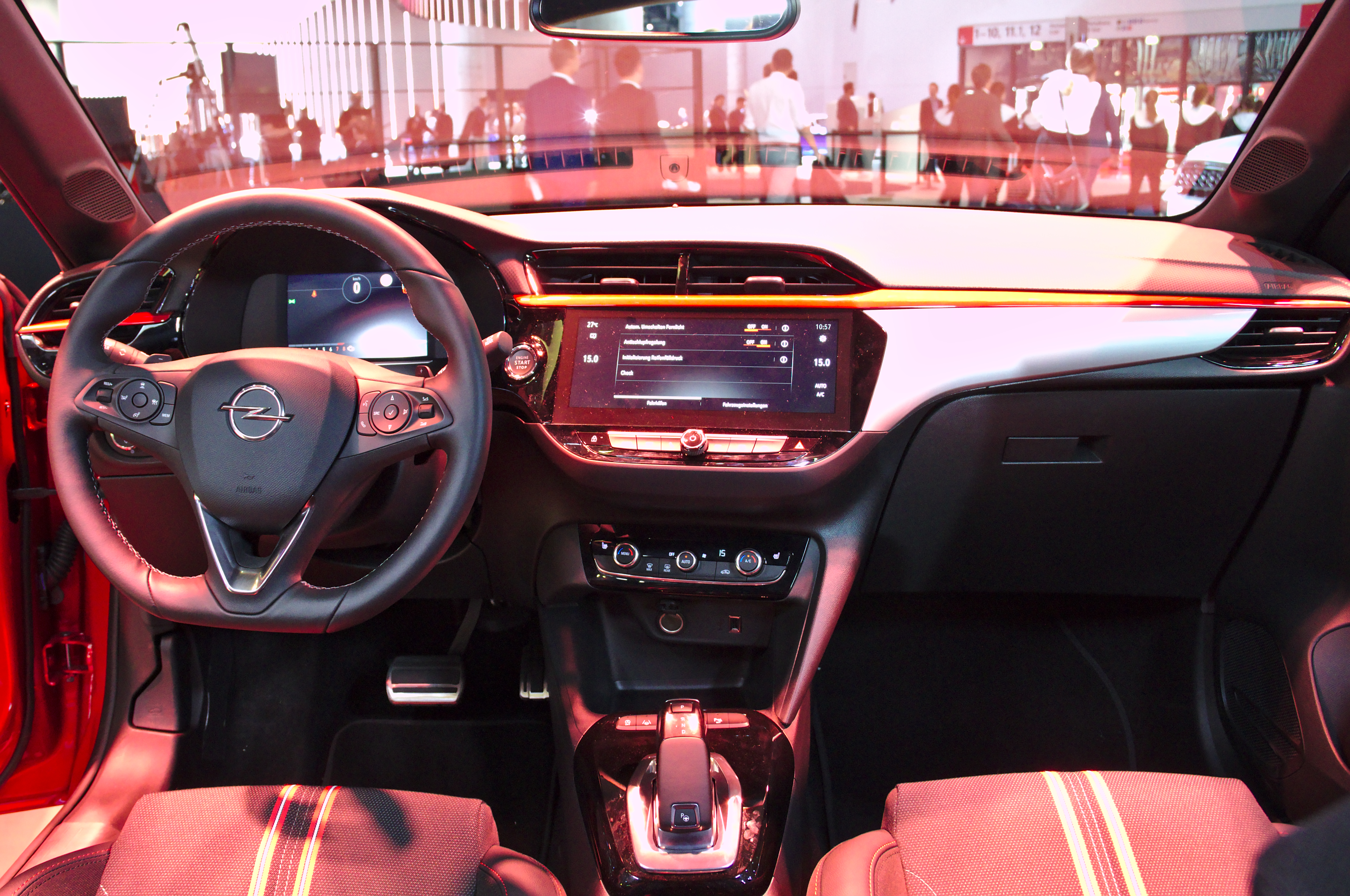
Opel Corsa F - intérieur.

### Lancia Ypsilon III
En février 2024, Lancia commercialisera la nouvelle Ypsilon de 3e génération et la première produite sous l'égide du groupe Stellantis. Comme la Corsa F, l'Ypsilon III est majoritairement une Peugeot 208 II recarossée  puisqu'elle partage la structure de carrosserie et celles des portes avant, ainsi que plusieurs éléments comme l’intégralité des vitrages, le pare-brise, le pavillon, les rétroviseurs, les arches de roues ainsi que le becquet arrière.
L'Ypsilon se différencie de la 208 par leur face avant, la custode arrière dont la poignée de porte est intégrée dans le montant C, le hayon, le pare-chocs arrière, les feux arrière ainsi que l’habitacle bien qu'il y ait plusieurs éléments en commun avec la 208 comme le ciel de toit, le plafonnier, les commodos ainsi que d'autres éléments.

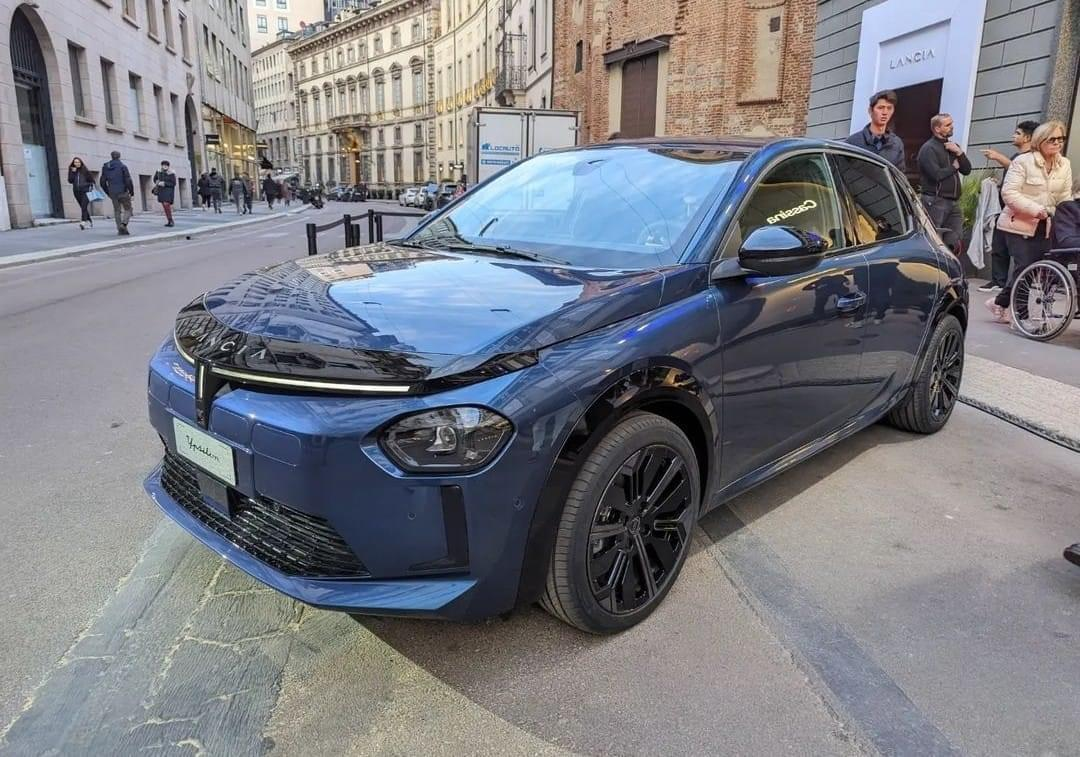
Lancia Ypsilon III - face avant.
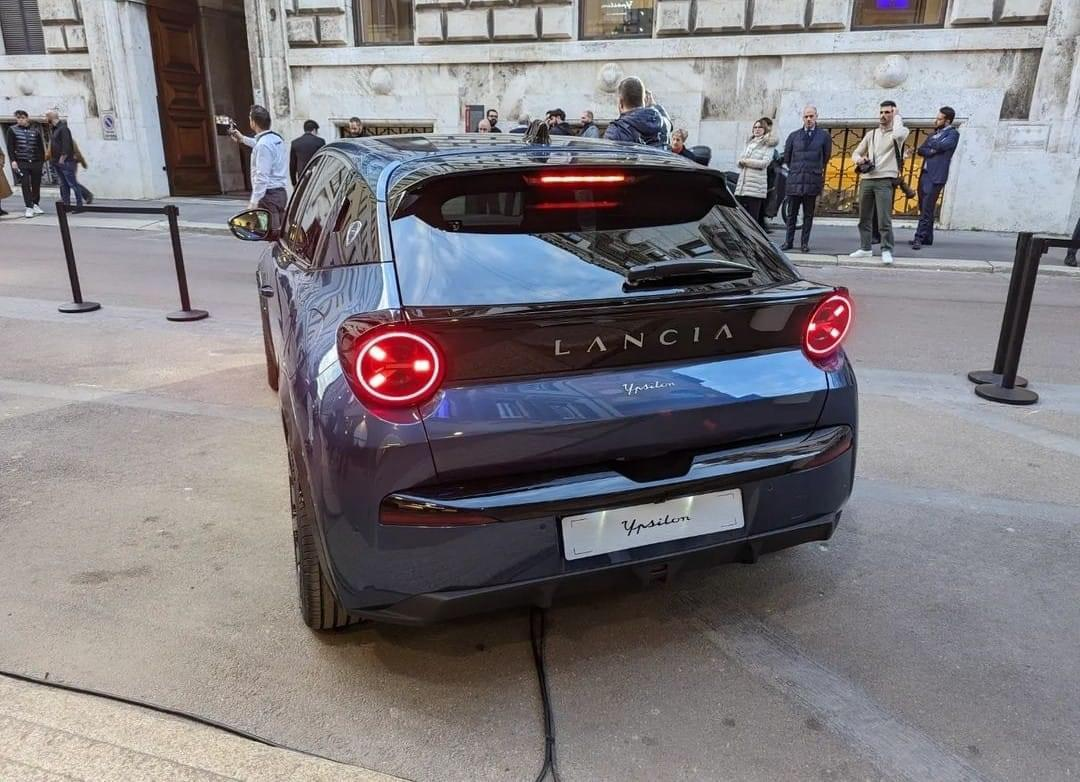
Lancia Ypsilon III - arrière.
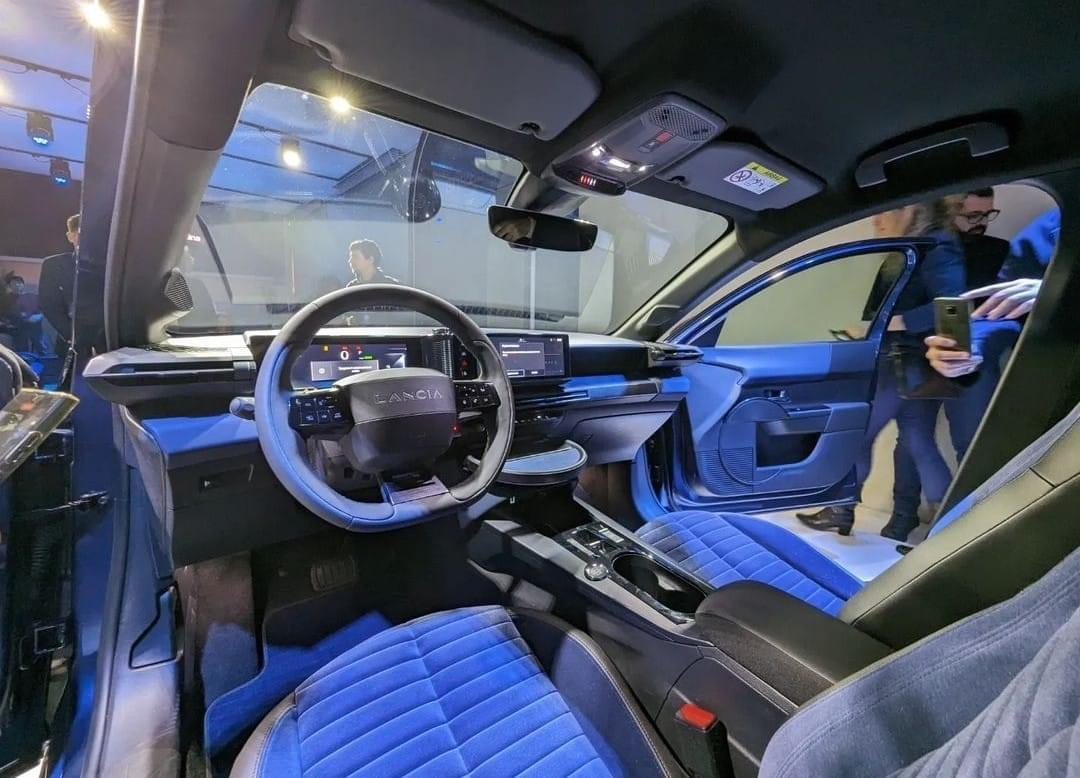
Lancia Ypsilon III - intérieur.

## Concept car

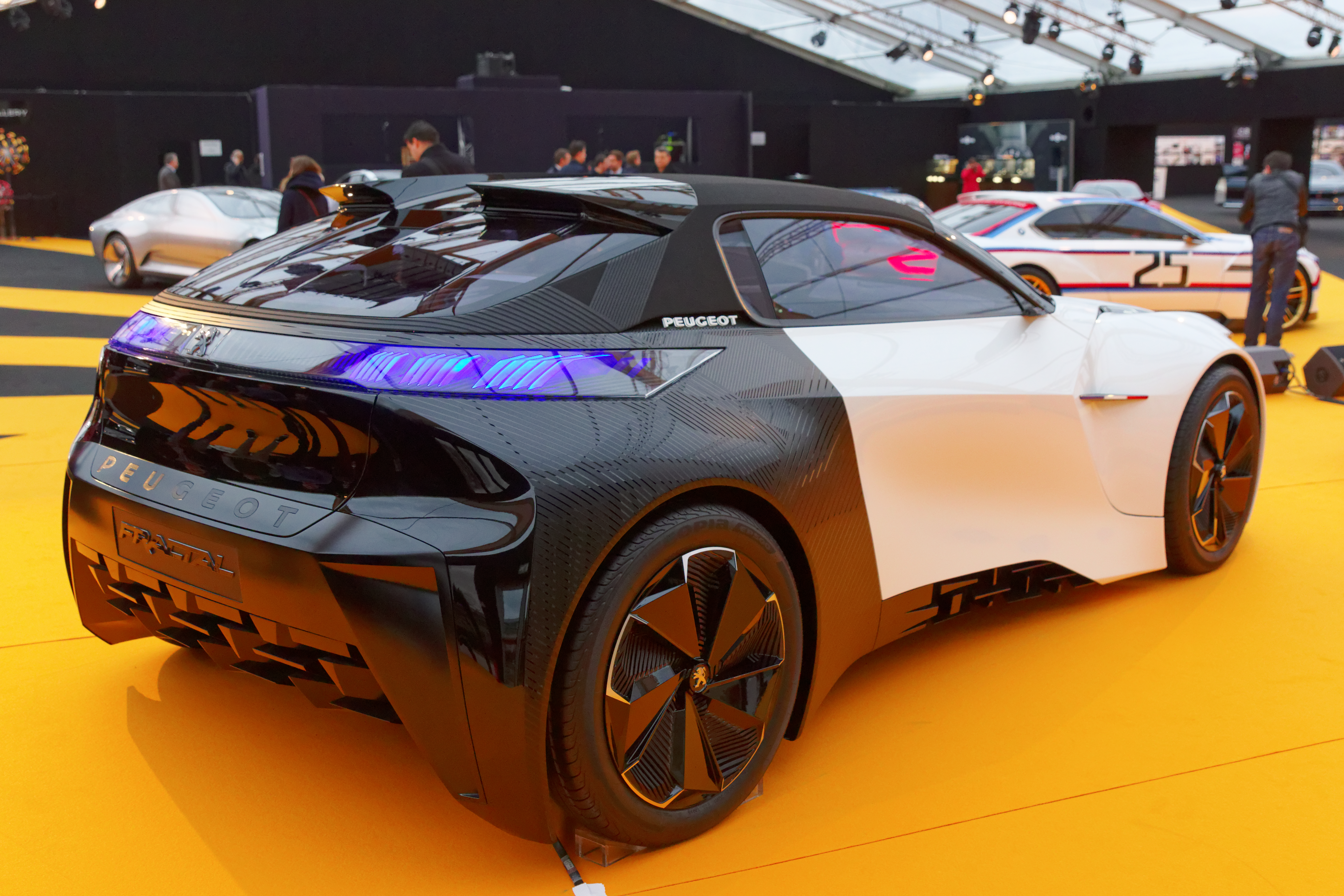
Peugeot Fractal.

La 208 II est préfigurée par le concept car Peugeot Fractal présenté au salon de l'automobile de Francfort 2015.
Elle reprend le design de la partie arrière avec le bandeau sur le hayon joignant les feux.

## Publicité
Pour sa campagne publicitaire afin de promouvoir sa 208 électrique (e-208), le constructeur s'est offert les services du tennisman Novak Djokovic, avec comme slogan « Move to Electric ».

## Récompenses
En janvier 2020, la seconde génération de Peugeot 208 reçoit le prix de « Voiture de L’argus 2020 » par le magazine L'Argus.
Le 2 mars 2020, la Peugeot 208 remporte le prix de « Car of the Year 2020 » (Voiture européenne de l'année 2020) avec 281 points devant la Tesla Model 3 (242 points) et la Porsche Taycan (222 points). Le prix est décerné chaque année la veille de l'ouverture du salon de Genève à la presse, sauf cette année où la 90e édition du salon de Genève a été annulée en raison de l'épidémie de coronavirus COVID-19.